# Ole Rømer-medaljen
Ole Rømer-medaljen blev indstiftet af Københavns Kommune den 25. september 1944 på 300 års dagen for den verdenskendte astronom Ole Rømers fødsel. Medaljen uddeles i et samarbejde mellem Københavns Universitet og Københavns kommune.
Ole Rømer-medaljen regnes for den fornemste danske naturvidenskabelige hædersbevisning.[kilde mangler]

## Modtagere
- 1954: Niels Erik Nørlund (matematiker)
- 1959: Ejnar Hertzsprung og Bengt Strømgren (astronomer)
- 1966: Christian Møller (fysiker)
- 1976: Aage Bohr (fysiker) og Ben Mottelson (fysiker)
- 1979: Klaus Bock (kemiker)
- 1989: Uffe Haagerup (matematiker)
- 2001: Lene Hau (fysiker)[1]
- 2022: Carsten Thomassen (matematiker)[2]